# درنای فریادزن
درنای فریادزن (نام علمی: Grus americana) نام یک گونه از سرده درناها است.